# Колин, Марселино
Марселино Колин Мартинес (исп. Marcelino Colín Martínez; род. 2 июня 1961) — мексиканский легкоатлет, специалист по спортивной ходьбе. Выступал за сборную Мексики по лёгкой атлетике в 1980-х годах, двукратный бронзовый призёр Кубка мира в командном зачёте, бронзовый призёр центральноамериканского и карибского чемпионата, победитель иберо-американского чемпионата, участник летних Олимпийских игр в Лос-Анджелесе.

## Биография
Марселино Колин родился 2 июня 1961 года. Занимался лёгкой атлетикой по примеру своих старших братьев Пабло и Доминго, которые в своё время тоже добились успеха в спортивной ходьбе.
Первого серьёзного успеха на международном уровне добился в сезоне 1980 года, когда вошёл в состав мексиканской сборной и выступил на юниорском панамериканском первенстве в Садбери, где превзошёл всех соперников в зачёте ходьбы на 10 000 метров.
В 1981 году на Кубке мира по спортивной ходьбе в Валенсии занял 25-е место в личном зачёте 20 км и тем самым помог соотечественникам стать бронзовыми призёрами мужского командного зачёта (Кубка Лугано).
В 1983 году в в 20-километровой дисциплине завоевал бронзовую награду на чемпионате Центральной Америки и Карибского бассейна в Гаване. На Кубке мира в Бергене с личным рекордом 1:20:40 финишировал шестым и вновь стал бронзовым призёром командного зачёта.
В 1984 году на Панамериканском кубке в Букараманге стал седьмым и вторым в личном и командном зачётах 20 км соответственно. Благодаря череде успешных выступлений удостоился права защищать честь страны на летних Олимпийских играх в Лос-Анджелесе — в программе 20 км показал время 1:28:26, расположившись в итоговом протоколе соревнований на 17-й строке.
В 1986 году стартовал на Играх доброй воли в Москве — в дисциплине 20 км с результатом 1:38:37 занял последнее 52-е место. Позднее одержал победу на иберо-американском чемпионате в Гаване, пришёл к финишу четвёртым на Панамериканском кубке в Сен-Леонаре, став при этом победителем командного зачёта.
В 1987 году в ходьбе на 5000 метров показал 11-й результат на впервые проводившемся чемпионате мира по лёгкой атлетике в помещении в Индианаполисе.
Впоследствии больше не показывал сколько-нибудь значимых результатов в спортивной ходьбе на международной арене.